# Euvola ziczac
Euvola ziczac är en musselart som först beskrevs av Carl von Linné 1758.  Euvola ziczac ingår i släktet Euvola och familjen kammusslor. Inga underarter finns listade i Catalogue of Life.